# Hrvati u Kolumbiji
Hrvati u Kolumbiji (špa. Inmigración croata en Colombia) su osobe u Kolumbiji s punim, djelomičnim, ili većinskim hrvatskim podrijetlom, ili u Hrvatskoj rođene osobe s prebivalištem u Kolumbiji. 
Zajednica je malobrojna. Desetljećima ih okuplja poslovni čovjek i domoljub Toni Katalenić. 
 U Bogoti su dva poznata hrvatska restorana, Dalmacia i Bukara.

## Poznate osobe
Poznate osobe:
- Toni Katalenić,[2]
- Franko Kanayet Yepes, poslovni čovjek
- Margareta Restović Prado, vlasnica plantaža šećerne trske
- Ivo Serniche Kafarel, poslovni čovjek
- Jorge Pedraza Katich,[3]publicist[4][5]
- Ignacio Frezik, poznati svjetski proizvođač jagoda (Choconta, Cundimarca u kol. Andama)[6]
- Katarina Frezik Rozman,

## Vanjske poveznice
- Comunidad croata en Colombia, Facebook
- Casa Croata Hogar Croata-Hrvatski dom de Colombia